# Берлар
Берлар (на нидерландски: Berlaar) е селище в Северна Белгия, провинция Антверпен. Намира се на 10 km североизточно от град Мехелен. Населението му е около 10 600 души (2006).